# Splicing alternativ

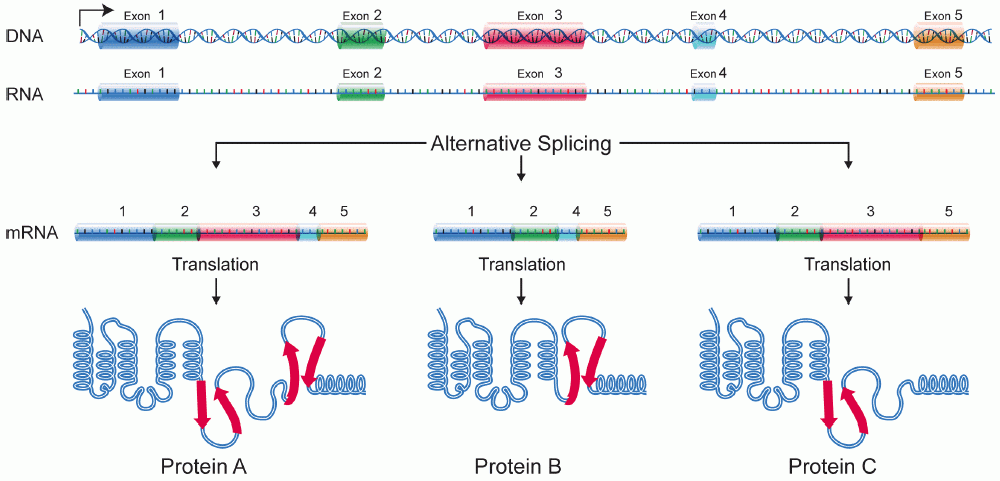
Splicingul alternativ produce trei proteine izoforme.

Splicingul alternativ este un proces care are loc în timpul exprimarii genetice și are ca rezultat crearea de proteine diferite dintr-o genă unică. În acest proces, anumiți exoni sunt fie incluși, fie excluși din varianta finală a unui ARN mesager produs de acea genă.
În consecință, proteinele translatate din ARN-uri mesager tăiate alternativ (procesate diferit conform splicingului alternativ) conțin secvențe de  amino acizi diferite și au uneori, funcții biologice diferite.
Ca rezultat al splicingului alternativ, cu toate că genomul uman are doar 20.000 de gene care pot coda proteine, numărul total de proteine care poate fi produs într-o celulă umană este mult mai mare de 20.000.